# لوك نيوبيري
لوك نيوبيري (بالإنجليزية: Luke Newberry)‏ (و. 1990 – م) هو ممثل، وممثل مسرحي، وممثل أفلام من المملكة المتحدة . ولد في إكسيتر .

## التعليم
تعلم في مدرسة بريستول أولد فيك المسرحية

## روابط خارجية
- لوك نيوبيري على موقع IMDb (الإنجليزية)
- لوك نيوبيري على موقع قاعدة بيانات الأفلام العربية
- لوك نيوبيري على موقع ألو سيني (الفرنسية)
- لوك نيوبيري على موقع أول موفي (الإنجليزية)
- لوك نيوبيري على موقع قاعدة بيانات الأفلام السويدية (السويدية)
- لوك نيوبيري على موقع قاعدة بيانات الفيلم (الإنجليزية)
- لوك نيوبيري على موقع كينوبويسك (الروسية)